# 尤安·帕布羅·瑞巴
胡安·帕布羅·瑞巴·維達爾（英語：Juan Pablo Raba Vidal，1977年1月14日—），哥伦比亚男演員。知名於Netflix電視劇《毒梟》（2015年至2016年）中的古斯塔沃·蓋維瑞亞一角，以及電影《捍衛救援》（2021年）的主要反派角色。

## 個人生活
2003年，瑞巴結識了哥倫比亞記者葆拉·金特羅斯（Paula Quinteros），並於12月6日在委內瑞拉羅克斯群島舉行的赤腳凱爾特人儀式，來舉辦婚禮。2006年，夫妻倆分居，並於2007年離婚。2011年8月，瑞巴娶了電視節目主持人莫妮卡·豐塞卡，在美國邁阿密舉行了一場私人儀式。2012年7月19日，他的妻子生下了他們的兒子華金·瑞巴·豐塞卡（Joaquín Raba Fonseca）。
瑞巴本身是名活躍的自行車手，現在居住在邁阿密。他和家人一起積極參與人權和動物權利組織。

## 外部連結
- 尤安·帕布羅·瑞巴在互联网电影资料库（IMDb）上的資料（英文）